# Algeria ai Giochi della XXVIII Olimpiade
L'Algeria partecipò ai Giochi della XXVIII Olimpiade, svoltisi ad Atene, Grecia, dal 13 al 29 agosto 2004, con una delegazione di 61 atleti impegnati in dieci discipline.

## Delegazione
| Sport             | Uomini | Donne | Totale |
| ----------------- | ------ | ----- | ------ |
| Atletica leggera  | 16     | 5     | 21     |
| Canottaggio       | 1      | -     | 1      |
| Judo              | 7      | 4     | 11     |
| Lotta             | 1      | -     | 1      |
| Nuoto             | 5      | 1     | 6      |
| Pugilato          | 7      | -     | 7      |
| Scherma           | 5      | 2     | 7      |
| Sollevamento pesi | 1      | 1     | 2      |
| Tennis            | 1      | -     | 1      |
| Tennistavolo      | 2      | 3     | 5      |
| Totale            | 46     | 15    | 61     |

## Risultati

### Atletica leggera
| Q | Qualificato al turno successivo per la Classifica in qualificazione                                                          |
| q | Qualificato per il turno successivo per ripescaggio o, negli eventi su campo, conquistando la misura minima per qualificarsi |

Maschile
Eventi su pista e strada
| Atleta             | Evento       | Batteria  | Batteria   | Quarti di finale | Quarti di finale | Semifinale      | Semifinale      | Finale          | Finale          |
| Atleta             | Evento       | Risultato | Classifica | Risultato        | Classifica       | Risultato       | Classifica      | Risultato       | Classifica      |
| ------------------ | ------------ | --------- | ---------- | ---------------- | ---------------- | --------------- | --------------- | --------------- | --------------- |
| Malik Louahla      | 200 m piani  | 20"67     | 2º Q       | 20"93            | 7º               | non qualificato | non qualificato | non qualificato | non qualificato |
| Adem Hecini        | 400 m piani  | 46"50     | 5º         | N.D.             | N.D.             | non qualificato | non qualificato | non qualificato | non qualificato |
| Nabil Madi         | 800 m piani  | 1'47"50   | 5º         | N.D.             | N.D.             | non qualificato | non qualificato | non qualificato | non qualificato |
| Djabir Saïd-Guerni | 800 m piani  | 1'45"90   | 3º q       | N.D.             | N.D.             | 1'45"80         | 1º Q            | 1'45"61         | 7º              |
| Tarek Boukensa     | 1500 m piani | 3'37"94   | 5º Q       | N.D.             | N.D.             | dnf             | dnf             | non qualificato | non qualificato |
| Kamal Boulahfane   | 1500 m piani | 3'38"59   | 4º Q       | N.D.             | N.D.             | 3'41"27         | 5º Q            | 3'39"02         | 11º             |
| Mohamed Khaldi     | 1500 m piani | 3'42"47   | 12º        | N.D.             | N.D.             | non qualificato | non qualificato | non qualificato | non qualificato |
| Abdelhakim Maazouz | 3000 m siepi | 8'36"12   | 11º        | N.D.             | N.D.             | N.D.            | N.D.            | non qualificato | non qualificato |
| Khoudir Aggoune    | 5000 m piani | 13'29"37  | 10º        | N.D.             | N.D.             | N.D.            | N.D.            | non qualificato | non qualificato |
| Samir Moussaoui    | 5000 m piani | 13'24"98  | 8º q       | N.D.             | N.D.             | N.D.            | N.D.            | 14'02"01        | 14º             |
| Ali Saïdi-Sief     | 5000 m piani | 13'18"94  | 1º Q       | N.D.             | N.D.             | N.D.            | N.D.            | 13'32"57        | 10º             |
| Moussa Aouanouk    | Marcia 20 km | N.D.      | N.D.       | N.D.             | N.D.             | N.D.            | N.D.            | 1h28'38"        | 31º             |
| Saïd Belhout       | Maratona     | N.D.      | N.D.       | N.D.             | N.D.             | N.D.            | N.D.            | 2h22'32"        | 49º             |
| Mustapha Bennacer  | Maratona     | N.D.      | N.D.       | N.D.             | N.D.             | N.D.            | N.D.            | dnf             | dnf             |
| Rachid Ziar        | Maratona     | N.D.      | N.D.       | N.D.             | N.D.             | N.D.            | N.D.            | dnf             | dnf             |

Eventi sul campo
| Atleta              | Evento        | Qualificazioni | Qualificazioni | Finale          | Finale          |
| Atleta              | Evento        | Risultato      | Classifica     | Risultato       | Classifica      |
| ------------------- | ------------- | -------------- | -------------- | --------------- | --------------- |
| Abderrahmane Hammad | Salto in alto | 2,25 m         | =15º           | non qualificato | non qualificato |

Femminile
Eventi su pista e strada
| Atleta              | Evento        | Batteria  | Batteria   | Semifinale      | Semifinale      | Finale          | Finale          |
| Atleta              | Evento        | Risultato | Classifica | Risultato       | Classifica      | Risultato       | Classifica      |
| ------------------- | ------------- | --------- | ---------- | --------------- | --------------- | --------------- | --------------- |
| Nouria Mérah-Benida | 1500 m piani  | dns       | dns        | non qualificata | non qualificata | non qualificata | non qualificata |
| Nahida Touhami      | 1500 m piani  | 4'06"41   | 8ª q       | 4'07"21         | 8ª              | non qualificata | non qualificata |
| Souad Aït Salem     | 5000 m piani  | 16'02"10  | 16ª        | N.D.            | N.D.            | non qualificata | non qualificata |
| Souad Aït Salem     | 10000 m piani | N.D.      | N.D.       | N.D.            | N.D.            | dnf             | dnf             |
| Nasria Azaïdj       | Maratona      | N.D.      | N.D.       | N.D.            | N.D.            | dnf             | dnf             |

Eventi sul campo
| Atleta       | Evento       | Qualificazioni | Qualificazioni | Finale    | Finale     |
| Atleta       | Evento       | Risultato      | Classifica     | Risultato | Classifica |
| ------------ | ------------ | -------------- | -------------- | --------- | ---------- |
| Baya Rahouli | Salto triplo | 14,89 m        | 2ª Q           | 14,86 m   | 6ª         |

### Canottaggio
| FA   | Qualificato in finale A (per le medaglie)     |
| FB   | Qualificato in finale B (non per le medaglie) |
| FC   | Qualificato in finale C (non per le medaglie) |
| FD   | Qualificato in finale D (non per le medaglie) |
| FE   | Qualificato in finale E (non per le medaglie) |
| FF   | Qualificato in finale F (non per le medaglie) |
| SA/B | Semifinali A/B                                |
| SC/D | Semifinali C/D                                |
| SE/F | Semifinali E/F                                |
| QF   | Qualificato ai quarti di finale               |
| R    | Ripescaggio                                   |

Maschile
| Atleta       | Evento  | Batteria  | Batteria   | Ripescaggio | Ripescaggio | Semifinali | Semifinali | Finale    | Finale     |
| Atleta       | Evento  | Risultato | Classifica | Risultato   | Classifica  | Risultato  | Classifica | Risultato | Classifica |
| ------------ | ------- | --------- | ---------- | ----------- | ----------- | ---------- | ---------- | --------- | ---------- |
| Mohamed Aich | Singolo | 7'41"85   | 5º R       | 7'46"98     | 4º SD/E     | 7'22"05    | 6º FE      | 7'25"49   | 28º        |

### Judo
Maschile
| Atleta              | Evento  | 16-esimi                    | Ottavi                      | Quarti                  | Semifinali           | Ripescaggio 1        | Ripescaggio 2           | Ripescaggio 3        | Finale / FB          | Pos.            |
| Atleta              | Evento  | Avversario Punteggio        | Avversario Punteggio        | Avversario Punteggio    | Avversario Punteggio | Avversario Punteggio | Avversario Punteggio    | Avversario Punteggio | Avversario Punteggio | Pos.            |
| ------------------- | ------- | --------------------------- | --------------------------- | ----------------------- | -------------------- | -------------------- | ----------------------- | -------------------- | -------------------- | --------------- |
| Omar Rebahi         | −60 kg  | Donbai (KAZ) P 0000–1000    | non qualificato             | non qualificato         | non qualificato      | non qualificato      | non qualificato         | non qualificato      | non qualificato      | non qualificato |
| Amar Meridja        | −66 kg  | El-Hady (EGY) V 1000–0001   | Vaks (ISR) V 0010–0000      | Krnáč (SLO) P 0000–1001 | non qualificato      | Bye                  | Peñas (ESP) P 0001–0020 | non qualificato      | non qualificato      | non qualificato |
| Noureddine Yagoubi  | −73 kg  | Latu (TGA) V 1111–0000      | Bilodid (UKR) P 0000–1000   | non qualificato         | non qualificato      | non qualificato      | non qualificato         | non qualificato      | non qualificato      | non qualificato |
| Amar Benikhlef      | −81 kg  | El-Sayed (EGY) V 1020–0000  | Wanner (GER) P 0000–1002    | non qualificato         | non qualificato      | non qualificato      | non qualificato         | non qualificato      | non qualificato      | non qualificato |
| Khaled Meddah       | −90 kg  | Honorato (BRA) P 0000–1000  | non qualificato             | non qualificato         | non qualificato      | non qualificato      | non qualificato         | non qualificato      | non qualificato      | non qualificato |
| Sami Belgroun       | −100 kg | Ayala (PUR) V 1010–0000     | Jikurauli (GEO) P 0001–1010 | non qualificato         | non qualificato      | non qualificato      | non qualificato         | non qualificato      | non qualificato      | non qualificato |
| Mohamed Bouaichaoui | +100 kg | Pertelson (EST) P 0010–1010 | non qualificato             | non qualificato         | non qualificato      | non qualificato      | non qualificato         | non qualificato      | non qualificato      | non qualificato |

Femminile
| Atleta           | Evento | 16-esimi                 | Ottavi                     | Quarti                 | Semifinali           | Ripescaggio 1        | Ripescaggio 2                      | Ripescaggio 3           | Finale / FB             | Pos.            |
| Atleta           | Evento | Avversaria Punteggio     | Avversaria Punteggio       | Avversaria Punteggio   | Avversaria Punteggio | Avversaria Punteggio | Avversaria Punteggio               | Avversaria Punteggio    | Avversaria Punteggio    | Pos.            |
| ---------------- | ------ | ------------------------ | -------------------------- | ---------------------- | -------------------- | -------------------- | ---------------------------------- | ----------------------- | ----------------------- | --------------- |
| Soraya Haddad    | −48 kg | Ali (CAF) V 1110–0000    | Zambrano (CUB) V 1000–0000 | Tani (JPN) P 0001–1101 | non qualificata      | Bye                  | Karagiannopoulou (GRE) P 0100–0101 | non qualificata         | non qualificata         | non qualificata |
| Salima Souakri   | −52 kg | Nareks (SLO) V 0010–0001 | Xian Dm (CHN) P 0000–0001  | non qualificata        | non qualificata      | Bye                  | Imbriani (GER) V 0110–0001         | Aluaș (ROU) V 0120–0100 | Savón (CUB) P 0000–1000 | 5ª              |
| Lila Latrous     | −57 kg | Liu Yx (CHN) P 0011–1100 | non qualificata            | non qualificata        | non qualificata      | non qualificata      | non qualificata                    | non qualificata         | non qualificata         | non qualificata |
| Rachida Ouerdane | −70 kg | Qin Dy (CHN) P 0010–0110 | non qualificata            | non qualificata        | non qualificata      | non qualificata      | non qualificata                    | non qualificata         | non qualificata         | non qualificata |

### Lotta

#### Greco-romana
Maschile
| Atleta          | Evento | Fase a gironi        | Fase a gironi          | Fase a gironi | Quarti di finale     | Semifinale           | Finale / FB          | Finale / FB |
| Atleta          | Evento | Avversario Risultato | Avversario Risultato   | Pos.          | Avversario Risultato | Avversario Risultato | Avversario Risultato | Pos.        |
| --------------- | ------ | -------------------- | ---------------------- | ------------- | -------------------- | -------------------- | -------------------- | ----------- |
| Samir Benchenaf | −55 kg | Rivas (CUB) P 0–4 ST | Rangraz (IRI) P 0–4 ST | 3º            | non qualificato      | non qualificato      | non qualificato      | 20º         |

### Nuoto
Maschile
| Atleta          | Evento             | Batteria  | Batteria   | Semifinale      | Semifinale      | Finale          | Finale          |
| Atleta          | Evento             | Risultato | Classifica | Risultato       | Classifica      | Risultato       | Classifica      |
| --------------- | ------------------ | --------- | ---------- | --------------- | --------------- | --------------- | --------------- |
| Salim Iles      | 50 m stile libero  | 22"26     | 4º Q       | 22"16           | 4º Q            | 22"37           | 8º              |
| Salim Iles      | 100 m stile libero | 49"72     | 16º Q      | 49"13           | 5º Q            | 49"30           | 7º              |
| Mahrez Mebarek  | 200 m stile libero | 1'53"00   | 36º        | non qualificato | non qualificato | non qualificato | non qualificato |
| Mahrez Mebarek  | 400 m stile libero | 3'59"10   | 30º        | non qualificato | non qualificato | non qualificato | non qualificato |
| Sofiane Daid    | 100 m dorso        | 1'03"63   | 32º        | non qualificato | non qualificato | non qualificato | non qualificato |
| Sofiane Daid    | 200 m dorso        | 2'17"78   | 31º        | non qualificato | non qualificato | non qualificato | non qualificato |
| Aghiles Slimani | 100 m farfalla     | 56"22     | 48º        | non qualificato | non qualificato | non qualificato | non qualificato |
| Aghiles Slimani | 200 m farfalla     | 2'04"93   | 32º        | non qualificato | non qualificato | non qualificato | non qualificato |
| Raouf Benabid   | 200 m misti        | 2'06"34   | 35º        | non qualificato | non qualificato | non qualificato | non qualificato |

Femminile
| Atleta        | Evento      | Batteria  | Batteria   | Semifinale      | Semifinale      | Finale          | Finale          |
| Atleta        | Evento      | Risultato | Classifica | Risultato       | Classifica      | Risultato       | Classifica      |
| ------------- | ----------- | --------- | ---------- | --------------- | --------------- | --------------- | --------------- |
| Sabria Dahane | 400 m misti | 5'10"20   | 24ª        | non qualificata | non qualificata | non qualificata | non qualificata |

### Pugilato
Maschile
| Atleta               | Evento              | 16-esimi                  | Ottavi                 | Quarti               | Semifinali           | Finale               | Pos.            |
| Atleta               | Evento              | Avversario Punteggio      | Avversario Punteggio   | Avversario Punteggio | Avversario Punteggio | Avversario Punteggio | Pos.            |
| -------------------- | ------------------- | ------------------------- | ---------------------- | -------------------- | -------------------- | -------------------- | --------------- |
| Mebarek Soltani      | Pesi mosca          | Balakšin (RUS) P 15–26    | non qualificato        | non qualificato      | non qualificato      | non qualificato      | non qualificato |
| Malik Bouziane       | Pesi gallo          | Hallab (FRA) V 19–16      | Kovalëv (RUS) P 20–23  | non qualificato      | non qualificato      | non qualificato      | non qualificato |
| Hadj Belkheir        | Pesi piuma          | Tiščenko (RUS) P 17–37    | non qualificato        | non qualificato      | non qualificato      | non qualificato      | non qualificato |
| Nasserredine Fillali | Pesi welter leggeri | Georgiev (BUL) P RSC      | non qualificato        | non qualificato      | non qualificato      | non qualificato      | non qualificato |
| Benamar Meskine      | Pesi welter         | Martirosyan (USA) P 20–45 | non qualificato        | non qualificato      | non qualificato      | non qualificato      | non qualificato |
| Nabil Kassel         | Pesi medi           | Abreu (BRA) V 41–36       | Dirrell (USA) P RSC    | non qualificato      | non qualificato      | non qualificato      | non qualificato |
| Abdelhani Kenzi      | Pesi mediomassimi   | Song Hs (KOR) V 25–19     | Haydarov (UZB) P 19–31 | non qualificato      | non qualificato      | non qualificato      | non qualificato |

### Scherma
Maschile
| Atleta                                                     | Evento               | Trentaduesimi di finale | Sedicesimi di finale | Ottavi di finale     | Quarti di finale     | Semifinali           | Finale / FB          | Finale / FB     |
| Atleta                                                     | Evento               | Avversario Risultato    | Avversario Risultato | Avversario Risultato | Avversario Risultato | Avversario Risultato | Avversario Risultato | Classifica      |
| ---------------------------------------------------------- | -------------------- | ----------------------- | -------------------- | -------------------- | -------------------- | -------------------- | -------------------- | --------------- |
| Abderrahmane Daidj                                         | Spada individuale    | Karjučenko (UKR) P 6–15 | non qualificato      | non qualificato      | non qualificato      | non qualificato      | non qualificato      | non qualificato |
| Sofiane El-Azizi                                           | Fioretto individuale | Dupree (USA) V 16–15    | Guyart (FRA) P 3–15  | non qualificato      | non qualificato      | non qualificato      | non qualificato      | non qualificato |
| Nassim Islam Bernaoui                                      | Sciabola individuale | Huang Yj (CHN) P 6–15   | non qualificato      | non qualificato      | non qualificato      | non qualificato      | non qualificato      | non qualificato |
| Raouf Salim Bernaoui                                       | Sciabola individuale | Manetas (GRE) P 10–15   | non qualificato      | non qualificato      | non qualificato      | non qualificato      | non qualificato      | non qualificato |
| Reda Benchehima                                            | Sciabola individuale | Chen F (CHN) P 3–15     | non qualificato      | non qualificato      | non qualificato      | non qualificato      | non qualificato      | non qualificato |
| Raouf Salim Bernaoui Nassim Islam Bernaoui Reda Benchehima | Sciabola a squadre   | N.D.                    | N.D.                 | Grecia P 25–45       | non qualificati      | non qualificati      | non qualificati      | non qualificati |

Femminile
| Atleta                       | Evento               | Sedicesimi di finale | Ottavi di finale     | Quarti di finale     | Semifinali           | Finale / FB          | Finale / FB     |
| Atleta                       | Evento               | Avversaria Risultato | Avversaria Risultato | Avversaria Risultato | Avversaria Risultato | Avversaria Risultato | Classifica      |
| ---------------------------- | -------------------- | -------------------- | -------------------- | -------------------- | -------------------- | -------------------- | --------------- |
| Zahra Gamir                  | Spada individuale    | Brânză (ROU) P 14–15 | non qualificata      | non qualificata      | non qualificata      | non qualificata      | non qualificata |
| Wassila Rédouane-Saïd-Guerni | Fioretto individuale | N.D.                 | Meng J (CHN) P 12–15 | non qualificata      | non qualificata      | non qualificata      | non qualificata |

### Sollevamento pesi
Maschile
| Atleta       | Evento | Strappo   | Strappo    | Slancio   | Slancio    | Totale | Classifica |
| Atleta       | Evento | Risultato | Classifica | Risultato | Classifica | Totale | Classifica |
| ------------ | ------ | --------- | ---------- | --------- | ---------- | ------ | ---------- |
| Nafaa Benami | −56 kg | 105       | 12º        | 130       | r          | 105    | r          |

Femminile
| Atleta          | Evento | Strappo   | Strappo    | Slancio   | Slancio    | Totale | Classifica |
| Atleta          | Evento | Risultato | Classifica | Risultato | Classifica | Totale | Classifica |
| --------------- | ------ | --------- | ---------- | --------- | ---------- | ------ | ---------- |
| Leila Lassouani | −63 kg | 85        | 8ª         | 115       | 6ª         | 200    | 7ª         |

### Tennis
Maschile
| Atleta        | Evento    | Sedicesimi di finale       | Ottavi di finale    | Quarti di finale    | Semifinali          | Finale / FB         | Finale / FB     |
| Atleta        | Evento    | Avversari Punteggio        | Avversari Punteggio | Avversari Punteggio | Avversari Punteggio | Avversari Punteggio | Classifica      |
| ------------- | --------- | -------------------------- | ------------------- | ------------------- | ------------------- | ------------------- | --------------- |
| Lamine Ouahab | Singolare | Robredo (ESP) P (3–6, 4–6) | non qualificato     | non qualificato     | non qualificato     | non qualificato     | non qualificato |

### Tennistavolo
Maschile
| Atleta                                        | Evento           | 1º turno             | 2º turno                  | 3º turno             | 4º turno             | Quarti di finale     | Semifinali           | Finale / FB          | Finale / FB     |
| Atleta                                        | Evento           | Avversario Risultato | Avversario Risultato      | Avversario Risultato | Avversario Risultato | Avversario Risultato | Avversario Risultato | Avversario Risultato | Pos.            |
| --------------------------------------------- | ---------------- | -------------------- | ------------------------- | -------------------- | -------------------- | -------------------- | -------------------- | -------------------- | --------------- |
| Mohamed Sofiane Boudjadja                     | Singolo maschile | Kamal (IND) P 1–4    | non qualificato           | non qualificato      | non qualificato      | non qualificato      | non qualificato      | non qualificato      | non qualificato |
| Mohamed Sofiane Boudjadja Abdel Hakim Djaziri | Doppio maschile  | N.D.                 | Arai / Yuzawa (JPN) P 0–4 | non qualificati      | non qualificati      | non qualificati      | non qualificati      | non qualificati      | non qualificati |

Femminile
| Atleta                    | Evento            | 1º turno                       | 2º turno             | 3º turno             | 4º turno             | Quarti di finale     | Semifinali           | Finale / FB          | Finale / FB     |
| Atleta                    | Evento            | Avversaria Risultato           | Avversaria Risultato | Avversaria Risultato | Avversaria Risultato | Avversaria Risultato | Avversaria Risultato | Avversaria Risultato | Pos.            |
| ------------------------- | ----------------- | ------------------------------ | -------------------- | -------------------- | -------------------- | -------------------- | -------------------- | -------------------- | --------------- |
| Leila Boucetta            | Singolo femminile | Huang Yh (TPE) P 0–4           | non qualificata      | non qualificata      | non qualificata      | non qualificata      | non qualificata      | non qualificata      | non qualificata |
| Asma Menaifi Souad Nechab | Doppio femminile  | Ben Kahia / Guenni (TUN) P 2–4 | non qualificate      | non qualificate      | non qualificate      | non qualificate      | non qualificate      | non qualificate      | non qualificate |